# حديقة المعري
حديقة أبو العلاء المعري هي حديقة صغيرة تطل على ساحة الروضة في حي أبو رمانة في العاصمة دمشق. تقع في الجانب الشمالي لـساحة الروضة وعلى الغرب من جامع الروضة

## شهرتها
يوجد فيها تمثال للشاعر العربي أبو العلاء المعري والذي نحته الفنان محمد قباوة ، أيضا تعرف هذه الحديقة بأنها تصبح مكانا لتناول الصبارة في فصل الصيف

## تاريخيا
تاريخيا كانت هذه الحديقة عبارة عن جزء من منطقة بساتين تمتد من نهر بردى جنوبا وحتى سفح جبل قاسيون شمالا ومع بدايات القرن العشرين بدأت دمشق بالتوسع غرباً على حساب المناطق الخضراء والبساتين، وبعد الاستقلال بدأت ملامح العمرانية لمنطقة أبو رمانة تظهر بوضوح وكانت هذه الحديقة المطلة على ساحة الروضة من أشهر حدائق دمشق الجديدة

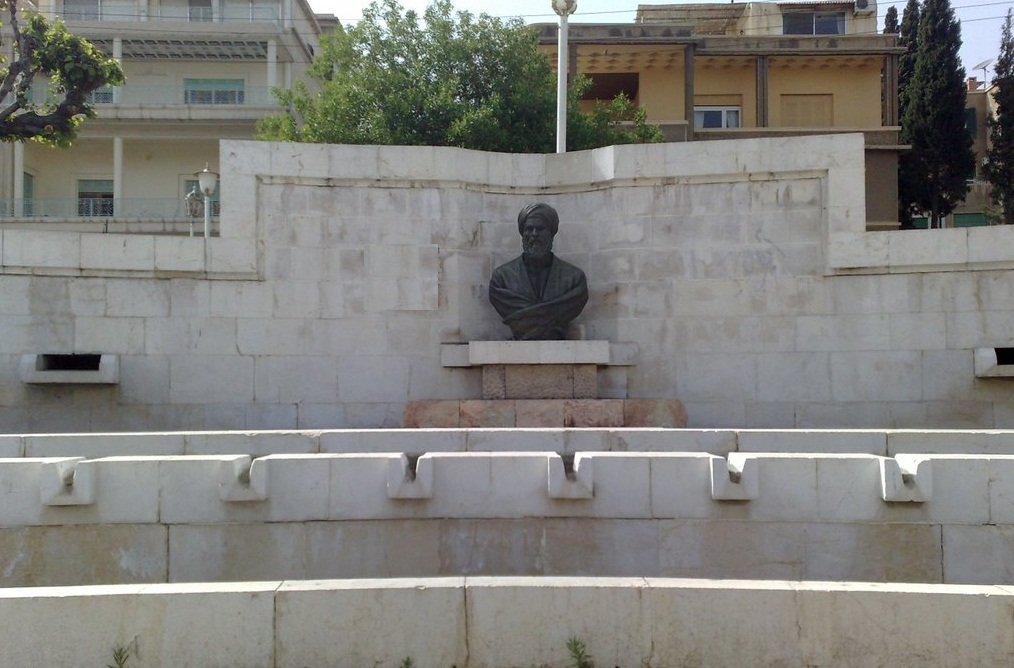
تمثال أبو العلاء المعري - وسط الحديقة الموجودة في ساحة الروضة في حي أبو رمانة في دمشق